# Путилово (Кіровський район)
Пути́лово (рос. Путилово) — село в Кіровському районі Ленінградської області, Росія.
Путилово — центр сільської ради, до якої також входять такі села:
- Олексіївка
- Валовщина
- Горна Шальдиха
- Назія
- Нижня Шальдиха
- Петровщина
- Поляни